# Hliniště (přírodní rezervace)
Hliniště je přírodní rezervace v okrese Prachatice. Nachází se na Šumavě, na jižním svahu Žlíbského vrchu pod bývalou osadou Žlíbky podél Hlinišťského potoka v povodí Řasnice. Rezervace je součástí CHKO Šumava. Důvodem ochrany je cenný fragment zachovalého rašelinného brusnicového boru a rašelinné březiny obklopený komplexem lučních mokřadních biotopů v pokročilé fázi sukcesního procesu, výskyt zvláště chráněných druhů rostlin a bezobratlých.